# Гасай Петро Володимирович
Петро́ Володи́мирович Гаса́й (нар. 14 лютого 1979, с. Токи Підволочиського району (нині Тернопільського району)Тернопільської області, Україна) — український військовий журналіст, полковник.

## Життєпис
Закінчив Львівський військовий ордена Червоної Зірки інститут імені гетьмана Петра Сагайдачного при Національному університеті «Львівська політехніка» (нині Національна академія сухопутних військ) за спеціальністю «Військова журналістика» (2002).
2007—2008 р.р — у складі 56-го окремого вертолітного загону Місії ООН виконував завдання з підтримання миру в Ліберії.
2009—2010 та 2013—2014 р.р. у складі українського національного контингенту сил КФОР виконував завдання з підтримання миру у Косово, Республіка Сербія.
У зоні боїв на сході України — помічник начальника пресцентру штабу АТО, щодня супроводжував представників засобів масової інформації на передову.
21 липня 2014-го перебував у складі штурмової групи, яка визволяла місто Дзержинськ (нині Торецьк). В ході вдало проведеної операції підрозділом штурмової групи був звільнений будинок міської держадміністрації, де у полоні перебували заручники із місцевого населення. Після того будинок було взято в облогу терористами, де військовослужбовці разом із заручниками, під обстрілом важкої броньованої техніки, перебували протягом тривалого часу. В умовах нештатної ситуації, пов’язаної з ризиком для життя, виявив високий професійний вишкіл та майстерність, водночас з виконанням наказу командира групи щодо оборони визначеної йому позиції, здійснював фото- та відеозйомку, матеріали якої в подальшому були використані як вітчизняними, так і міжнародними засобами масової інформації для об’єктивного висвітлення ролі Збройних Сил України в ході проведення АТО. 
- Facebook Twitter

## Нагороди
Нагороджений відзнаками Міністерства оборони, Збройних Сил України, ДПСУ, УДО України, НАТО та ООН. 21 серпня 2014 року — за особисту мужність і героїзм, виявлені у захисті державного суверенітету та територіальної цілісності України, вірність військовій присязі під час російсько-української війни нагороджений орденом «За мужність» III ступеня.